# Тімо Ніємі
Тімо Тапані Ніємі (фін. Timo Tapani Niemi; нар. 16 березня 1966, Каяані) — фінський борець греко-римського стилю, бронзовий призер чемпіонату Європи, бронзовий призер Кубку світу, триразовий чемпіон та дворазовий срібний призер Північних чемпіонатів, учасник Олімпійських ігор.

## Життєпис
Боротьбою почав займатися з року. У 2001 році став бронзовим призером чемпіонату світу серед кадетів. У 2002 році здобув срібну медаль чемпіонату Європи серед юніорів.
Виступає за борцівський клуб «Tainionkosken Tähti» Іматра.

## Спортивні результати на міжнародних змаганнях

### Виступи на Олімпіадах
| Змагання                    | Збірна    | Вагова категорія                 | Місце |
| --------------------------- | --------- | -------------------------------- | ----- |
| Літні Олімпійські ігри 1992 | Фінляндія | греко-римська боротьба, до 82 кг | 5     |

### Виступи на Чемпіонатах світу
| Змагання                        | Збірна    | Вагова категорія                 | Місце |
| ------------------------------- | --------- | -------------------------------- | ----- |
| Чемпіонат світу з боротьби 1989 | Фінляндія | греко-римська боротьба, до 82 кг | 4     |
| Чемпіонат світу з боротьби 1991 | Фінляндія | греко-римська боротьба, до 82 кг | 12    |

### Виступи на Чемпіонатах Європи
| Змагання                         | Збірна    | Вагова категорія                 | Місце  |
| -------------------------------- | --------- | -------------------------------- | ------ |
| Чемпіонат Європи з боротьби 1988 | Фінляндія | греко-римська боротьба, до 82 кг | Бронза |
| Чемпіонат Європи з боротьби 1990 | Фінляндія | греко-римська боротьба, до 82 кг | 5      |
| Чемпіонат Європи з боротьби 1992 | Фінляндія | греко-римська боротьба, до 82 кг | 5      |

### Виступи на Кубках світу
| Змагання                    | Збірна    | Вагова категорія                 | Місце  |
| --------------------------- | --------- | -------------------------------- | ------ |
| Кубок світу з боротьби 1993 | Фінляндія | греко-римська боротьба, до 90 кг | Бронза |

### Виступи на Чемпіонатах світу
| Змагання                            | Збірна    | Вагова категорія                 | Місце  |
| ----------------------------------- | --------- | -------------------------------- | ------ |
| Північний чемпіонат з боротьби 1987 | Фінляндія | греко-римська боротьба, до 90 кг | Срібло |
| Північний чемпіонат з боротьби 1987 | Фінляндія | греко-римська боротьба, до 82 кг | Срібло |
| Північний чемпіонат з боротьби 1989 | Фінляндія | греко-римська боротьба, до 82 кг | Золото |
| Північний чемпіонат з боротьби 1991 | Фінляндія | греко-римська боротьба, до 90 кг | Золото |
| Північний чемпіонат з боротьби 1993 | Фінляндія | греко-римська боротьба, до 90 кг | Золото |

### Виступи на інших змаганнях
| Змагання                           | Збірна    | Вагова категорія                 | Місце  |
| ---------------------------------- | --------- | -------------------------------- | ------ |
| Гран-прі Німеччини з боротьби 1987 | Фінляндія | греко-римська боротьба, до 74 кг | Бронза |
| Золотий Гран-прі з боротьби 1990   | Фінляндія | греко-римська боротьба, до 82 кг | Бронза |
| Гран-прі Німеччини з боротьби 1990 | Фінляндія | греко-римська боротьба, до 82 кг | Бронза |

### Виступи на змаганнях молодших вікових груп
| Змагання                                          | Збірна    | Вагова категорія                 | Місце  |
| ------------------------------------------------- | --------- | -------------------------------- | ------ |
| Північний чемпіонат з боротьби серед юніорів 1982 | Фінляндія | греко-римська боротьба, до 82 кг | Золото |
| Північний чемпіонат з боротьби серед юніорів 1983 | Фінляндія | греко-римська боротьба, до 82 кг | Срібло |
| Північний чемпіонат з боротьби серед юніорів 1985 | Фінляндія | греко-римська боротьба, до 74 кг | Золото |
| Північний чемпіонат з боротьби серед юніорів 1986 | Фінляндія | греко-римська боротьба, до 82 кг | Золото |
| Чемпіонат Європи з боротьби серед молоді 1984     | Фінляндія | греко-римська боротьба, до 74 кг | 5      |
| Чемпіонат світу з боротьби серед молоді 1985      | Фінляндія | греко-римська боротьба, до 74 кг | 4      |
| Чемпіонат Європи з боротьби серед молоді 1986     | Фінляндія | греко-римська боротьба, до 74 кг | 4      |